# Sadus
Sadus – amerykańska grupa wykonująca muzykę z pogranicza thrash i death metalu. Powstała 1984 roku w Antioch w stanie Kalifornia.

## Dyskografia
| 1988                           | Illusions - Data: 1988 - Wydawca: brak (wydanie własne)                   | —  |
| 1990                           | Swallowed in Black - Data: 11 września 1990 - Wydawca: Roadrunner Records | 45 |
| 1991                           | Chemical Exposure - Data: 1991 - Wydawca: Roadrunner Records              | 90 |
| 1992                           | A Vision of Misery - Data: 27 marca 1992 - Wydawca: Roadrunner Records    | 44 |
| 1997                           | Elements of Anger - Data: 1997 - Wydawca: Mascot Records                  | —  |
| 2006                           | Out for Blood - Data: 27 lutego 2006 - Wydawca: Mascot Records            | —  |
| "—" pozycja nie była notowana. |                                                                           |    |

| Rok  | Tytuł                                                      |
| ---- | ---------------------------------------------------------- |
| 1997 | Chronicles of Chaos - Data: 1997 - Wydawca: Mascot Records |
| 2003 | DTP Demo 1986 - Data: 2003 - Wydawca: Hammerheart Records  |

| Rok  | Tytuł                                                                          |
| ---- | ------------------------------------------------------------------------------ |
| 1986 | Death to Posers (demo) - Data: 1986 - Wydawca: brak (wydanie własne)           |
| 1987 | Certain Death (demo) - Data: 1987 - Wydawca: brak (wydanie własne)             |
| 1989 | The Wake of Severity (demo) - Data: 1989 - Wydawca: brak (wydanie własne)      |
| 1994 | Red Demo (demo) - Data: 1994 - Wydawca: brak (wydanie własne)                  |
| 2004 | Live In Santiago (DVD) - Data: 7 sierpnia 2004 - Wydawca: Rawforce Productions |